# Alliance Defending Freedom
Alliance Defending Freedom (ADF, tidigare Alliance Defense Fund) är en amerikansk konservativt kristen icke vinstdrivande organisation med det uttalade målet att "försvara rätten att höra och framföra Sanningen genom strategi, utbildning, finansiering och stämning" Southern Poverty Law Center har beskrivit organisationen som "synnerligen homofobisk".
ADF stöder idén om åkallan vid allmänna sammankomster och användandet av religiösa symboler (till exempel kors och liknande) på allmän mark och i allmänna byggnader.  ADF är motståndare till abort och anser att hälso- och sjukvårdspersonal har rätt att neka att utföra aborter och andra medicinska ingrepp om de anser att det är moraliskt klandervärt. ADF är vidare motståndare till såväl samkönade äktenskap och registrerade partnerskap som  samkönad adoption, vilket man grundar på övertygelsen om att barn mår bäst av att växa upp i familjer med en mor och en far som ingått äktenskap med varandra. ADF anser även att föräldrar skall kunna välja bort sex- och samlevnadsundervisning i skolor som inte utbildar barnen i enlighet med en familjs religiösa övertygelse.
ADF uppger att organisationen har spelat en roll vid utgången" i 49 rättsfall som avgjorts i USA:s högsta domstol, till exempel Rosenberger mot University of Virginia, Schenck mot Pro-Choice Network of Western New York och Boy Scouts of America mot Dale. ADF representerade en av parterna i Perry mot Schwarzenegger där Högsta domstolens beslut i praktiken innebar ett ja till samkönade äktenskap i Kalifornien.
9 juli 2012 bytte Alliance Defense Fund namn till Alliance Defending Freedom. Namnet var en del av organisationens strävan att gå från att fokusera på finansiering av rättsbiträden till att istället bli part i mål.

## Organisation
ADF stiftades 1993 av Bill Bright (tillika grundare av Campus Crusade for Christ), Larry Burkett (tillika grundare av Crown Financial Ministries), James Dobson (tillika grundare av Focus on the Family), D. James Kennedy (tillika grundare av Coral Ridge Ministries), Marlin Maddoux (VD, International Christian Media) och William Pew.
ADF:s VD och chefsjurist är Alan Sears. Sears arbetade tidigare vid USA:s justitiedepartement under Ronald Reagans tid som president. Tillsammans med Craig Osten har Sears skrivit två böcker: Homosexual agenda: Exposing the Principal Threat to Religious Freedom Today och The ACLU vs. America: Exposing the Agenda to Redefine Moral Values.
ADF har sitt huvudkontor i Scottsdale i Arizona. Organisationen har sex filialer i Sacramento i Kalifornien, Lawrenceville i Georgia, Shreveport i Louisiana, Memphis i Tennessee, i Washington D.C. och i Olathe i Kansas.  Dessutom har man förlagt ADF Center for Academic Freedom till Nashville i Tennessee.
Bland de största bidragsgivarna till organisationen märks Covenant Foundation, Bolthouse Foundation och Edgar and Elsa Prince Foundation, vars vice VD är grundaren till Academi (tidigare Blackwater Worldwide), Erik Prince.

## Ekonomi
Räkenskapsåret 2014/2015 (brytdatum 30 juni 2015) gjorde ADF en vinst om totalt 61,9 miljoner dollar och man hade nettotillgångar värda 39,9 miljoner. År 1999 var budgeten 9 miljoner dollar.:84
Delar av ADF:s tillgångar kommer från Richard and Helen DeVos Foundation, Bradley Foundation,  Edgar and Elsa Prince Foundation,:84, 255 Covenant Foundation och the Bolthouse Fund. De sistnämnda säger att "människan skapades av Gud till Hans avbild, inte av andra varelser, och människans synd manifesterades i Adam och Eva, hela mänsklighetens historiska föräldrar".
M.J. Murdock Charitable Trust, som stiftades av Tektronix medgrundare Melvin Jack Murdock, donerade i februari 2016 375 000 dollar till ADF. Stiftelsen har givit nästan en miljon dollar till ADF till och med 2016.

## Program och initiativ
ADF:s National Litigation Academy och Blackstone Legal Fellowship utbildar jurister i hur man handhar fall ur ett socialkonservativt perspektiv grundat på kristna värderingar.
National Litigation Academy har allmänjurister, målsägarbiträden och grundlagsexperter som utbildare. Frivilliga och jurister får utbildning i juridiska frågor kring religionsfrihet, samkönade äktenskap och abortmotstånd. Utbildningen är kostnadsfri, men varje jurist förbinder sig att arbeta 450 timmar utan ersättning i syfte att främja ADF:s mål genom att biträda kristna organisationer och personer. ADF har uppgivit att fler än 1200 jurister har utbildats vid National Litigation Academy och i gengäld arbetat utan ersättning till ett värde om mer än 82 miljoner dollar.
The Blackstone Legal Fellowship är ett nio veckor långt praktikprogram för kristna juridikstudenter.  Praktikanterna arbetar tillsammans med jurister för att främja en konservativt kristen världssyn. Enligt ADF är målet för Blackstone Legal Fellowship att "utbilda en ny generation jurister som kommer att nå viktiga och ledande positioner som lagkunniga, målsägarbiträden, domare, kanske även sitta i Högsta Domstolen och som kommer att arbeta för att rättvisa skipas i USA:s rättegångssalar."  ADF säger vidare att Blackstone Legal Fellowship syftar till "uppmuntra kristna juridikstudenter att utmana den juridiska kulturen med bibliska och naturrättsliga principer", att "uppmuntra juridikstudenter i övertygelsen att det juridiska fundament på vilket vårt land byggdes är exceptionellt överlägset alla andra juridiska inriktningar" och att "i grunden stödja kristna juridikstudenter att använda sin utbildning och kunskap för att nå inflytelserika positioner där de kan åstadkomma en mycket välbehövlig förändring i USA:s rättssystem".
Center for Academic Freedom grundades 2006 och arbetar för att skydda studenters och lärares rätt att fritt uttrycka sin religiösa övertygelse.

### Day of Truth - Sanningens Dag
Alliance Defense Fund grundade Day of Truth, Sanningens Dag, i syfte "att motverka främjandet av den homosexuella agendan och stå för en motsatt synvinkel ur ett kristet perspektiv." Day of Truth hålls årligen efter Day of Silence, Sanningens dag, som organiseras av nätverket Gay, Lesbian and Straight Education Network.
ADF hävdar att studenter som försökt att tala mot samkönade förhållanden och samkönat beteende har censurerats, eller i vissa fall straffats för sitt ställningstagande enligt universitetens regler mot hets mot folkgrupp. Ett exempel utgörs av Chase Harper, en elev i high school vars agerande ledde till att den första Day of Truth anordnades. Harper skickades hem för att han burit en t-tröja med texten "Be Ashamed" (Skäms!) och "Our School Embraced What God Has Condemned," (Vår skola accepterar vad Gud har förbjudit). På ryggen stod det "Homosexuality is Shameful" (Homosexualitet är skamligt) och "Romans 1:27" (Romarbrevet 1:27) ADF stämde skolledningen å Harpers vägnar och hävdade att hans religionsfrihet kränkts, men domstolen ogillade åtalet. Fallet överklagades till Högsta Domstolen.
Day of Truth anordnades första gången år 2005.  Enligt ADF deltog över 1100 studerande i 350 skolor i aktionen.
Med början år 2009 överlämnade ADF ledningen för Day of Truth till en ex-gay-organisation, Exodus international. 6 oktober 2010 drog sig Exodus International ur uppdraget.
11 november 2010 tog den evangelikala kristna organisationen Focus on the Family över evenemanget och döpte om det till "Day of Dialogue", Dialogens Dag.

## Uppmärksammade rättsfall
Alliance Defense Fund arbetar tillsammans med jurister, andra socialkonservativa organisationer och kristna grupperingar för att starta rättsprocesser kring religionsfrihet, abortfrågor och samkönade äktenskap.

### USA
- Rosenberger mot University of Virginia (1995). ADF finansierade försvaret av en skoltidning som nekades ekonomiskt stöd av universitetet på grund av dess religiösa innehåll. Fallet överklagades till Högsta Domstolen.[38]
- Good News Club mot Milford Central School (2001). ADF biträdde i detta mål vari Högsta Domstolen beslutade att religiösa klubbar måste ges tillträde till skollokaler på samma villkor som andra organisationer.[39]
- Williams mot Vidmar (2004). I november 2004 stämde ADF en rektor och medlemmar av skolstyrelsen för en skola i Cupertino i Kalifornien å en lärares vägnar.[40] Parterna kom överens utan att någon ekonomisk överenskommelse gjordes och utan ändringar i skolans policies.[41]
- Perry mot Schwarzenegger. ADF representerade ProtectMarriage.com, som lämnat in proposition 8, i domstol angående frågan om det var i enlighet med grundlagen att, som propositionen föreslog, begränsa äktenskap i Kalifornien till det mellan en man och en kvinna.[42] ADF:s medverkan ådrog sig viss kritik. Advokatfirman Liberty Counsel, som arbetat mot samkönade äktenskap sedan 2004, kritiserade ADF:s hantering av målet. ADF kallade bara två vittnen till förhandlingen, medan 15 vittnen kallades av motståndarsidan som var emot proposition 8. Till och med domaren sade sig vara bekymrad över avsaknaden av bevis från ADF:s sida å proposition 8:s vägnar.[43]
- ADF biträdde företaget Elane Photography i fallet Elane Photography mot Willock efter att man överklagat en fällande dom för att år 2006 ha vägrat att dokumentera en ceremoni för registrerat partnerskap. New Mexicos högsta domstol dömde i augusti 2013 till Willocks fördel och fotografen befanns skyldig till att ha brutit mot lagen.[44][45][46]
- ADF biträdde domstolstjänstemannen Sally Howe Smith i Tulsa County i Oklahoma, som vägrade att utfärda en äktenskapslicens för ett samkönat par. Fallet, Bishop mot Oklahoma, ledde till att Smith förlorade målet i januari 2014.[47]
- ADF representerade Dr. Mike Adams i ett mål mot University of North Carolina Wilmington. En dom som åberopade Första tillägget i domstolen United States Court of Appeals for the Fourth Circuit i Richmond i Virginia[48] ledde till ett civilmål där Adams också vann. Fallet handlade om att Adams inte befordrats till en tjänst som professor, trots att han bara utövat sin grundlagsskyddade rätt till yttrandefrihet.[49][50][51]
- I målet Bostic mot Rainey representerade ADF Michele McQuigg, som åtalats för tjänstefel i sin egenskap av domstolstjänsteman vid Prince William County Circuit Court, men hon förlorade målet i februari 2014.[52]
- ADF försvarade Virginas delstatslagar då delstaten åtalades för att inte tillåta samkönade äktenskap. Man förlorade emellertid målet i United States Court of Appeals for the Fourth Circuit 28 juli 2014. ADF uppgav att man hade för avsikt att överklaga.[53]
- Bronx Household of Faith mot Board of Education of the City of New York (2012). ADF förlorade detta mål vari man anmälde New York för att förbjuda gudstjänster i stadens offentliga skolor. Högsta Domstolen valde att dela upp målet på tre tillfällen.[54]

### Sverige
- Dagens Eko redogjorde i januari 2017 för en internationell kampanj för att påverka aborträtten som drevs av ADF.[55] Barnmorskan Ellinor Grimmark stämde 2014 sin hemregion Jönköping för diskriminering för att hon vägrades anställning då hon med hänvisning till samvetsfrihet vägrade att genomföra aborter, att ge dagen efter-piller och sätta in kopparspiraler. Hon förlorade såväl då fallet behandlades av Diskrimineringsombudsmannen som vid förhandlingarna i tingsrätten i Jönköping.[56] Förhandlingarna i Arbetsdomstolen inleddes 24 januari 2017 och Grimmarks fall fick både juridiskt och ekonomiskt stöd från ADF. Grimmarks juridiska ombud, Ruth Nordström, var registrerad samarbetspartner till organisationen.[57] Såväl Grimmark som Nordström medverkade i ADF:s marknadsföringsfilmer[58] och Nordström har bland annat skrivit om abortfrågan tillsammans med en representant för ADF.[59]